# Michael Basinger
Michael Joe Basinger (Merced, 11 de diciembre de 1951) es un exjugador de fútbol americano profesional estadounidense. Jugó fútbol americano universitario como liniero defensivo para los Gavilan Rams y los UC Riverside Highlanders. Después de la universidad, fue miembro de los Green Bay Packers y los New England Patriots de la National Football League (NFL). Sólo apareció en un partido de la NFL, con los Packers.

## Primeros años de vida
Basinger nació el 11 de diciembre de 1951 en Merced (California). Asistió a la escuela secundaria Los Banos, donde jugó fútbol americano y béisbol. Jugó como liniero defensivo en fútbol americano y ayudó a Los Banos a compartir el título de la Conferencia Mountain Valley como estudiante de último año en 1969, siendo seleccionado para el primer equipo de la liga. En béisbol, tuvo un promedio de bateo de .425 en su carrera y anotó 16 jonrones y 67 carreras impulsadas. Basinger inicialmente aceptó una beca de fútbol para jugar en el Abilene Christian College, pero terminó sin asistir y en su lugar se inscribió en el Gavilan College en 1970.

## Carrera

### Carrera universitaria
En Gavilan, Basinger jugó tanto fútbol americano como béisbol. Fue utilizado como liniero defensivo y kicker en fútbol americano, mientras que jugó como jugador de cuadro en béisbol. Fue seleccionado para el equipo All-Coast Conference como estudiante de primer año del equipo de béisbol. En su segunda temporada en el equipo de fútbol, fue nombrado el liniero defensivo más valioso de Gavilán y fue seleccionado para el equipo All-Coast Conference. También fue un All-American de los colegios universitarios.
Después de dos años en Gavilan, Basinger se transfirió a la Universidad de Texas en El Paso (UTEP) en 1972. Poco después de decidirse por UTEP, decidió que no le gustaba la escuela y se transfirió a la Universidad de California en Riverside, donde se unió a Wayne Howard, su entrenador de fútbol de Gavilan. Fue utilizado en cada posición de la línea defensiva y jugó dos años con Howard en UC Riverside como titular, siendo nombrado el liniero más valioso del equipo cada año, a pesar de estar limitado por una lesión en el hombro sufrida en un accidente automovilístico en 1972. Dijo que antes de su última temporada, después de tener un mal desempeño frente a los cazatalentos y debido a problemas financieros, consideró dejar el fútbol. Sin embargo, después de hablar con el entrenador de la línea defensiva del equipo, Sam Moore, decidió seguir jugando al fútbol y fue nombrado All-California Collegiate Athletic Association (CCAA) para la temporada de 1973. Ayudó a UC Riverside a compilar un récord de 8-2 en la temporada de 1973 y fue invitado al East-West Shrine Game después de la temporada. Proveniente de una escuela pequeña, Basinger dijo que «se volvió loco» al enterarse de que lo habían seleccionado para el juego. Fue el primer participante del Shrine Game en la historia de UC Riverside, así como el segundo de la CCAA de todos los tiempos.

### Carrera profesional y años posteriores
Después de no ser seleccionado en el draft de la NFL de 1974, Basinger firmó con los Green Bay Packers como agente libre no seleccionado. Impresionó al entrenador Dan Devine e inicialmente formó parte del plantel final para la temporada de 1974. Hizo su debut en la NFL en la Semana 1 contra los Minnesota Vikings, pero fue liberado tres días después, declarando que estaba «desconcertado»por la decisión del equipo. Después de ser liberado por los Packers, firmó con los Manitowoc County Chiefs de la Central States Football League, ayudándolos a alcanzar el campeonato de la liga.
Durante la temporada baja, Basinger trabajó como gerente de una tienda de comestibles en Stockton (California). Firmó con los New England Patriots de la NFL a principios de 1975. Sin embargo, el 20 de julio de 1975 anunció su retiro del fútbol profesional. Terminó su carrera en la NFL habiendo aparecido en un solo juego.
Después del fútbol, Basinger se convirtió en cantante y compositor de música country. Había estado en una banda de rock en la escuela secundaria y se especializó en música en la universidad. Comenzó a cantar música country en 1978 y comenzó a escribir canciones en 1983. En 1986, había escrito 54 canciones y ayudó a escribir «The Lady of the World», que se ubicó en la lista de las 100 mejores canciones country. Ese año, dijo que estaba escribiendo y tocando en honky tonks en Nashville, Tennessee, ganando $30 por noche, mientras también trabajaba en la construcción.